# السيل الصغير
السيل الصغير مركز من مراكز محافظة الطائف بالمملكة العربية السعودية، يقع على طريق (الطائف - مكة المكرمة) المعروف بطريق السيل، وهي بوابة إستراتيجية للحجاج المتجهين إلى مكه من الشرق و الجنوب ، والسيل الصغير كان من أهم محطات الحجاج المغادرين لمكة , وكان يمثل لهم استراحة من عناء السفر, أثناء طريقهم إلى مكة وتبعد عن مدينة الطائف بحوالي 25 كم من جهة الشمال، كما تبعد عن مطار الطائف الإقليمي بحوالي 7 كم. يسكن السيل الصغير قبيلة القثمة من برقا من عتيبة و قديماً كانت منطقة السيل الصغير تُعرف بخصوبتها الزراعية، حيث كانت مزارع النخيل و مزارع الخضروات والفواكهة منتشرة فيها و يعود ذلك إلى وادي السيل الذي يعتبر من أبرز سمات المنطقة ووادي العقيق و وادي قرّان، والذي كانت تصب فيه سيول بلاد طويرق ورحاب. كما كانت المنطقة غنية بآبار المياه، مما ساهم في ازدهار الزراعة و بدأت هذه المنطقة تنمو مع السنين وبدا الآن إنشاء المباني و الإستراحات وهدم الجبال وكثرت الأراضي ورغبة بعض من أهل الطائف يريدون النقل إليها لانها منطقة هادئه جداَ ومن أشهر أحياء السيل الصغير حي رحاب و حي ريحة وحي الواسط و حي أمباه و حي الواصلية .